# Dzierzyk szkarłatny
Dzierzyk szkarłatny (Laniarius barbarus) – gatunek średniej wielkości ptaka z rodziny dzierzbików (Malaconotidae). Pospolicie zamieszkuje Afrykę Zachodnią i Środkową od Senegalu i Gambii na wschód po południowy Czad. Jest to ptak skryty, często zamieszkujący gęste zarośla w lasach i innych siedliskach z drzewami. Gniazdo to konstrukcja kielichowa na krzewie lub drzewie, w której dzierzyki składają zwykle dwa jaja.

## Taksonomia
W 1760 roku francuski zoolog Mathurin Jacques Brisson zamieścił w swojej Ornithologie opis dzierzyka szkarłatnego na podstawie okazu zebranego w Senegalu. Użył francuskiej nazwy La pie-griesche rouge du Sénégal i łacińskiej nazwy Lanius Senegalensis ruber. Chociaż Brisson w swojej publikacji ukuł nazwy łacińskie, nie są one zgodne z systemem binominalnym i nie są uznawane przez Międzynarodową Komisję Nomenklatury Zoologicznej. Kiedy w 1766 roku szwedzki przyrodnik Karol Linneusz zaktualizował swoje Systema Naturae do dwunastego wydania, dodał 240 gatunków opisanych wcześniej przez Brissona. Jednym z nich był dzierzyk szkarłatny. Linneusz zamieścił krótki opis, ukuł binominalną nazwę Lanius barbarus i zacytował pracę Brissona. Gatunek zalicza się obecnie do rodzaju Laniarius wprowadzonego przez francuskiego ornitologa Louisa Pierre’a Vieillota w 1816 roku.
Wyróżnia się dwa podgatunki Laniarius barbarus:
- L. barbarus helenae Kelsall, 1913 – dzierzyk płomiennogłowy[4] – Sierra Leone,
- L. barbarus barbarus (Linnaeus, 1766) – dzierzyk szkarłatny[4] – od Senegalu i Gambii do południowego Czadu.

## Morfologia
Dzierzyk szkarłatny ma 22 cm długości, długi ogon i krótkie skrzydła. Dorosły osobnik to ptak o jaskrawym ubarwieniu, choć łatwo go przeoczyć, ponieważ często czai się w zaroślach. Ma jednolicie czarny wierzch ciała oprócz złotej korony i szkarłatną część spodnią, oprócz płowożółtych pokryw podogonowych. Nogi są ciemne. Osobniki obu płci są do siebie podobne; młode ptaki są jaśniejsze i bardziej matowe.

## Ekologia i zachowanie
Gatunek ten jest rzadko widywany, ponieważ zamieszkuje gęste zarośla, z których słychać jego nawoływania. Dzierzyk szkarłatny żeruje głównie na owadach znajdujących się w krzakach lub na ziemi. Dieta składa się głównie z chrząszczy i gąsienic, ale czasami dzierzyki zjadają też ptasie jaja i pisklęta.
Jest monogamiczny i terytorialny. U dzierzyka szkarłatnego zaobserwowano pewne zachowania związane z zalotami, gdy para goniła się nawzajem po drzewie, skacząc z gałęzi na gałąź i wydając metaliczne brzęczące dźwięki. Głębokie gniazdo w kształcie miseczki jest często wątłe i zbudowane w krzewie z korzonków i wąsów czepnych. Samica składa dwa, czasami trzy szarozielone lub niebieskozielone jaja z ciemnymi plamami.

## Status zagrożenia
IUCN uznaje dzierzyka szkarłatnego za gatunek najmniejszej troski (LC, Least Concern). Liczebność populacji nie została oszacowana; ptak ten opisywany jest jako pospolity do dość pospolitego, choć np. w Liberii jest rzadki. Ze względu na brak dowodów na spadki liczebności bądź istotne zagrożenia dla gatunku BirdLife International ocenia trend liczebności populacji jako prawdopodobnie stabilny.